# Inmaculada Concepción (Zurbarán,1635, Museo del Prado)
Inmaculada Concepción es el tema de un cuadro de Francisco de Zurbarán realizado ca. 1635. Es una de las tres obras de esta temática, realizadas por Zurbarán, que posee el Museo del Prado, y compone el número 43 en el catálogo razonado y crítico, realizado por la historiadora del arte Odile Delenda, especializada en este pintor.

## Introducción
La Inmaculada Concepción no fue decretada como dogma de la Iglesia católica hasta 1854. Sin embargo, en España gozó de una gran consideración ya desde la Edad Media. Su iconografía se fue gestando a lo largo del siglo XVI, sobre la base de un versículo del Apocalipsis de san Juan en el que se alude a «una mujer vestida de sol, con la luna a sus pies, y una corona de doce estrellas sobre su cabeza», interpretado con relación a la Virgen María, completando su representación con el añadido de ciertos atributos marianos tomados de las letanías de Loreto. Las obras de Zurbarán sobre este tema definieron un modelo que posteriormente siguió Murillo, logrando una de las imágenes más características del Siglo de Oro español.

## Descripción de la obra
Datos técnicos y registrales
- Madrid, Museo del Prado —Inv. n.° P008214—;[3]
- Pintura al óleo sobre lienzo; 101,5 x 76 cm; —101 x 77 cm, según el museo—;
- Fecha de realización: ca. 1630-1635; — ca. 1635, según el museo—;
- Catalogado por Odile Delenda con el número 43.[4]

### Análisis de la obra
Dentro de las Inmaculadas de Zurbarán, este lienzo —probablemente destinado a un oratorio privado— destaca por su menor tamaño y por una mayor libertad compositiva, mostrando una gran evolución respecto a su primera Inmaculada Concepción, de 1629. La pintura está compuesta de una parte celestial y de otra terrenal, mucho más pequeña. Ambas tienen un fondo dorado, con símbolos de las letanías lauretanas. En la parte celestial, estos atributos marianos apenas se aprecian, casi ocultos entre las nubes. En la parte inferior —terrenal— están representados en un paisaje onírico, de una manera muy tenue.
La figura de María —de rostro fresco y expresión inocente— aparece en la parte celeste, erguida sobre una luna creciente, iluminada por el sol como si surgiera de un halo de luz. Su ropaje, hermosamente arrugado, es distinto de los pesados atuendos de versiones anteriores. Viste un manto azul profundo, echado hacia atrás, que deja ver completamente la túnica blanca. Su silueta es piramidal, ensanchada, vuelta de tres cuartos hacia la izquierda, con sus brazos abiertos y las palmas hacia el Cielo, en actitud de oración. Está representada como la prometida del Cantar de los Cantares: «la que sube del desierto» y «la que surge del alba, bella como la luna, esplendorosa como el sol». Alrededor de su cabeza hay multitud de cabecitas de querubines entre nubes, formando un nimbo dorado.
En esta obra, Zurbarán renuncia a los violentos contrastes del tenebrismo, demostrando que la simple luz solar puede producir efectos igualmente poderosos, usando pinceladas ligeras y nacaradas, predominando los colores blanco, azul y oro. Todo ello parece expresar una idea esencial: «Desde la eternidad fui yo ungida; desde los orígenes, antes que la tierra fuese». La posible participación del taller explicaría algunas imperfecciones: la composición resulta un poco desmañada, la luna demasiado ancha y las cabezas de los angelitos bajo la Virgen son poco hermosas.

## Procedencia
1. Gran Bretaña, colección privada, antes de 1972;
2. Londres, Colnaghi & Co., 1974;
3. Nueva York, venta Christie’s, 15 de enero de 1985, n° 96 (132.000 $);
4. Madrid, colección Plácido Arango Arias.
5. Donación al Museo del Prado, en 2015.[11]